# Смоленская замятня
Смоленское восстание 1440 года, известное также как «Великая замятня» — восстание смолян против власти Великого княжества Литовского.

## Причины
Смоленск находился в составе Великого княжества Литовского с 1404 года, когда был осаждён и захвачен великим князем литовским Витовтом. К 1430-м годам обострились социальные проблемы в городе, вызванные неурожаями, что привело к протестным настроениям против литовских властей и требованиям автономии от великокняжеской литовской администрации. Непосредственным поводом к открытому восстанию «чёрных людей» в Смоленске послужили события в самой Литве. 20 марта 1440 года в Троках заговорщиками был убит великий князь литовский Сигизмунд Кейстутович. В результате этого события политическая ситуация в Великом княжестве Литовском стала очень нестабильной. Двенадцатилетний преемник Сигизмунда Казимир IV в силу несовершеннолетия обладал слабой политической властью и ряд русских земель пытался добиться независимости от Вильны.

## Ход восстания
После того как смоленский наместник пан Андрей Сакович попытался заставить горожан присягнуть на верность себе и великокняжеской власти, независимо от того, кто утвердится на престоле, в центре города собралось большое количество смолян, вооружённых луками, стрелами, косами и топорами. Горожан поддержали крестьяне из ближайших селений. Местная знать предпочла сохранить лояльность Вильне, из-за чего между восставшими и сторонниками Саковича произошло вооружённое столкновение у Борисоглебского монастыря (согласно другой версии — на Соборной горе). Боярская и дворянская конница и отряд наместника «избиша много черных людей до смерти, а  иные ранены живы остались, и побегоша от пана Андрея». Однако урон понесло и войско Саковича, который с частью бояр, дворян и остатками своего отряда ночью покинул город. Власть перешла к народному вече.
Над захваченным восставшими маршалком Петрыкой был устроен суд, после чего он был утоплен в Днепре. В качестве воеводы смоляне позвали Андрея Дмитриевича Дорогобужского. Летом сбежавшие смоленские бояре попытались проникнуть в Смоленск, но им было отказано. Смоляне обратились за внешней помощью к мстиславскому князю Юрию Лугвеновичу, опытному полководцу, который также объявил свои владения независимыми. Юрий согласился стать смоленским князем, явился с войском под Смоленск и арестовал смоленских бояр, пытавшихся утвердить власть Казимира. Бояре были закованы в кандалы, а их имения были розданы боярам Юрия.
Осенью к Смоленску подступило крупное литовское великокняжеское войско. Оно осадило город и простояло под ним две с половиной недели. Не добившись взятия города, оно отступило, пограбив монастыри и посады, а также пленив и убив там людей. Смолянам во главе с Юрием Лугвеновичем удалось отстоять город и отбить у литовцев часть добычи, в частности лошадей. После ухода литовского войска Юрий срочно выехал в Москву, пытаясь убедить Василия II направить свои войска на защиту Смоленска. Однако Московская Русь сама находилась в этот период в состоянии междоусобной войны и Василий II не смог оказать ему военной помощи.
В декабре в отсутствие Юрия к Смоленску вновь подошло литовское войско, возглавляемое лично Казимиром, которому удалось собрать под свои знамёна ещё больше сил. Оставшийся без князя город сдался. Казимир вновь сделал наместником Андрея Саковича и наказал восставших, конфисковав их имущество и сделав многих из них холопами. Пленённые Юрием смоленские бояре были освобождены. Власть Литвы над смоленскими землями была восстановлена до 1514 года, когда Василий III взял город и присоединил его к Русскому государству.

## Отражение в культуре
События 1440 года положены в основу поэмы Николая Рыленкова «Великая замятня».